# Tomaspis petrificata
Tomaspis petrificata är en insektsart som först beskrevs av Ernst Friedrich Germar 1821.  Tomaspis petrificata ingår i släktet Tomaspis och familjen spottstritar. Inga underarter finns listade i Catalogue of Life.